# David Jeanmotte
 (12 juillet 2025).
David Jeanmotte, né le 31 janvier 1973, est un chroniqueur de la télévision belge francophone. 
C'est une personnalité haute en couleur, connue pour son style exubérant et son gigantesque sourire éternel,,,.

## Biographie

### Enfance et études
David Jeanmotte naît le 31 janvier 1973. Il est issu de parents enseignants (sa mère est institutrice maternelle à Hornu dans le Borinage, où vit sa famille).
Après des études secondaires en arts graphiques à l'École technique du Hainaut à Saint-Ghislain, il étudie jusqu'en 1994 l'infographie 3D à l'école privée Supinfocom à Valenciennes, de l'autre côté de la frontière franco-belge. Comme c’est une école privée, la Belgique ne reconnaît pas ce cursus. 

### Carrière professionnelle
Selon F. Sch. de La Dernière Heure, David Jeanmotte a été directeur artistique à Paris chez Virtual Studio de ses 17 à 23 ans[source insuffisante], âge auquel il fonde une entreprise de production et création d'images numériques à Hornu. Le patron et ses huit infographistes travaillent principalement dans le domaine publicitaire et la création de logos. Les clients sont notamment le groupe Darty/Vanden Borre, le musée de Bois-du-Luc, la Province du Hainaut et Antenne Centre. Ensuite, en 2001, l'entreprise tente sa chance dans le domaine du jeu vidéo et reçoit le soutien (297 476 €) du Fonds projets spéciaux de Wallimage et d'autres aides de la Direction générale des techniques, de la recherche et de l'énergie,. Finalement, le projet n'aboutit pas. La société de David Jeanmotte tombe en faillite.
Parallèlement, David Jeanmotte commence également à organiser des événements comme des anniversaires, des séances de dédicace, des repas et réceptions pour des institutions publiques, par exemple Wallimage ou la Région wallonne, notamment dans des festivals de cinéma comme le Festival de Cannes ou le Festival du film francophone de Namur[réf. nécessaire].
En 2005, avec l'homme politique wallon Franco Seminara, il lance la première édition du Handicap Festival. Dès la même année, il organise le marché de Noël de la ville de Mons qu'il renomme Mons, cœur en neige.
À partir de 2009, il intervient à la RTBF en qualité de relookeur dans l'émission Sans chichis sur La Deux et dans le 8/9 sur VivaCité. David Jeanmotte se crée alors un personnage inspiré par Geneviève de Fontenay « dans son aspect chic et rural mélangé avec le sourire d'Henri Salvador. C'était les deux personnes que je voulais mixer pour que les gens aient ce bonheur-là quand ils vont voir David Jeanmotte à la télévision. » Il devient également chroniqueur de l'émission populaire Le Grand Cactus, aux côtés de Thierry Luthers et Livia Dushkoff. Il est surtout connu des téléspectateurs pour son exubérance et son éternel sourire gigantesque.
En 2022, le quotidien flamand Het Belang van Limburg décrit David Jeanmotte à la Communauté flamande (où il reste inconnu) : « Un kimono de couleur or et argent. Cheveux brillamment décolorés. Monture de lunettes, bracelets et montre bling-bling. Un sourire si grand qu'on pourrait y garer un Airbus A380 (...) sous overdose d'antidépresseurs et avec un faible pour le kitsch ».

#### Coach mental, maquilleur etc.
En 2011, David Jeanmotte aide en tant que coach mental l'ancienne vedette de télé-réalité Loana à sortir de ses addictions. Il est aussi maquilleur de la chanteuse Sandra Kim.
En janvier 2019, il est membre du jury de Miss Belgique. La même année, il est désigné porte-parole de la Belgique à l’Eurovision.
David Jeanmotte crée en février 2020 un jus « Viagra » aphrodisiaque pour les femmes.
À partir de septembre 2020, David Jeanmotte a animé le Jeanmotte Show sur MRadio Belgique, installée à Mons. En mai 2022, il anime un défilé de mode à Mons.
Depuis le mois de septembre 2022, David Jeanmotte est chroniqueur dans l'émission Gender Baby sur Télésambre. Chaque mois il propose une séquence intitulée Jeanmotte se mouille.
En août 2023, il anime la « Ducasse à Bouboule » à Boussu.

### Vie privée et politique
Depuis 2014, David Jeanmotte est en couple avec Guillaume Coulon,.
Jeanmotte est ami avec le bourgmestre de Mons Nicolas Martin. 
« Je travaille avec le PS depuis des années. Je travaille pour le marché de Noël de la Ville de Mons depuis 19 ans. Or, le bourgmestre est PS. Je connais tous ceux du PS : Nicolas Martin, Elio Di Rupo, Robert Urbain auparavant … » 